# Артаєв Бахтіяр Каріпуллайович
Бахтіяр Каріпуллайович Артаєв (каз. Бақтияр Ғарифоллаұлы Артаев, нар. 14 березня 1983 в Таразі, Жамбильська область, КРСР) — казахський боксер, заслужений майстер спорту Республіки Казахстан з боксу, олімпійський чемпіон (2004 рік) та бронзовий призер чемпіонатів світу. Володар Кубку Вела Баркера, як найтехнічний боксер на Олімпійських іграх 2004 року. 2012 року призначений на посаду президента Президентського спортивного клубу Астани. 

## Виступи на олімпійських іграх

### Олімпійські ігри 2004
- 1/16 фіналу: Переміг Віллі Бертранда Танкеу (Камерун) - WO
- 1/8 фіналу: Переміг Аліаскера Баширова (Туркменістан) - 33-23
- 1/4 фіналу: Переміг Віктора Полякова (Україна) - RCS
- 1/2 фіналу: Переміг Олега Саїтова (Росія) - 20-18
- Фінал: Переміг Лоренсо Арагона (Куба)- 36-26

### Олімпійські ігри 2008
- 1/16 фіналу: Переміг Саїда Рашіді (Марокко) - 8-2
- 1/8 фіналу: Переміг Матвєя Коробова (Росія) - 10-7
- 1/4 фіналу: Програв Джеймсу Дегейлу (США) - 3-8